# Ichthyophis asplenius
Espèce
Synonymes
- Caudacaecilia asplenia (Taylor, 1965)

Statut de conservation UICN

 DD  : Données insuffisantes
Ichthyophis asplenius est une espèce de gymnophiones de la famille des Ichthyophiidae.

## Répartition
Cette espèce est endémique du Sarawak en Malaisie. 
Sa présence dans l'extrême Sud de la Thaïlande et en Malaisie péninsulaire est incertaine.

## Publication originale
- Taylor, 1965 : New asiatic and african caecilians with redescriptions of certain other species. University of Kansas Science Bulletin, vol. 46, no 6, p. 253-302 (texte intégral).